# Criba

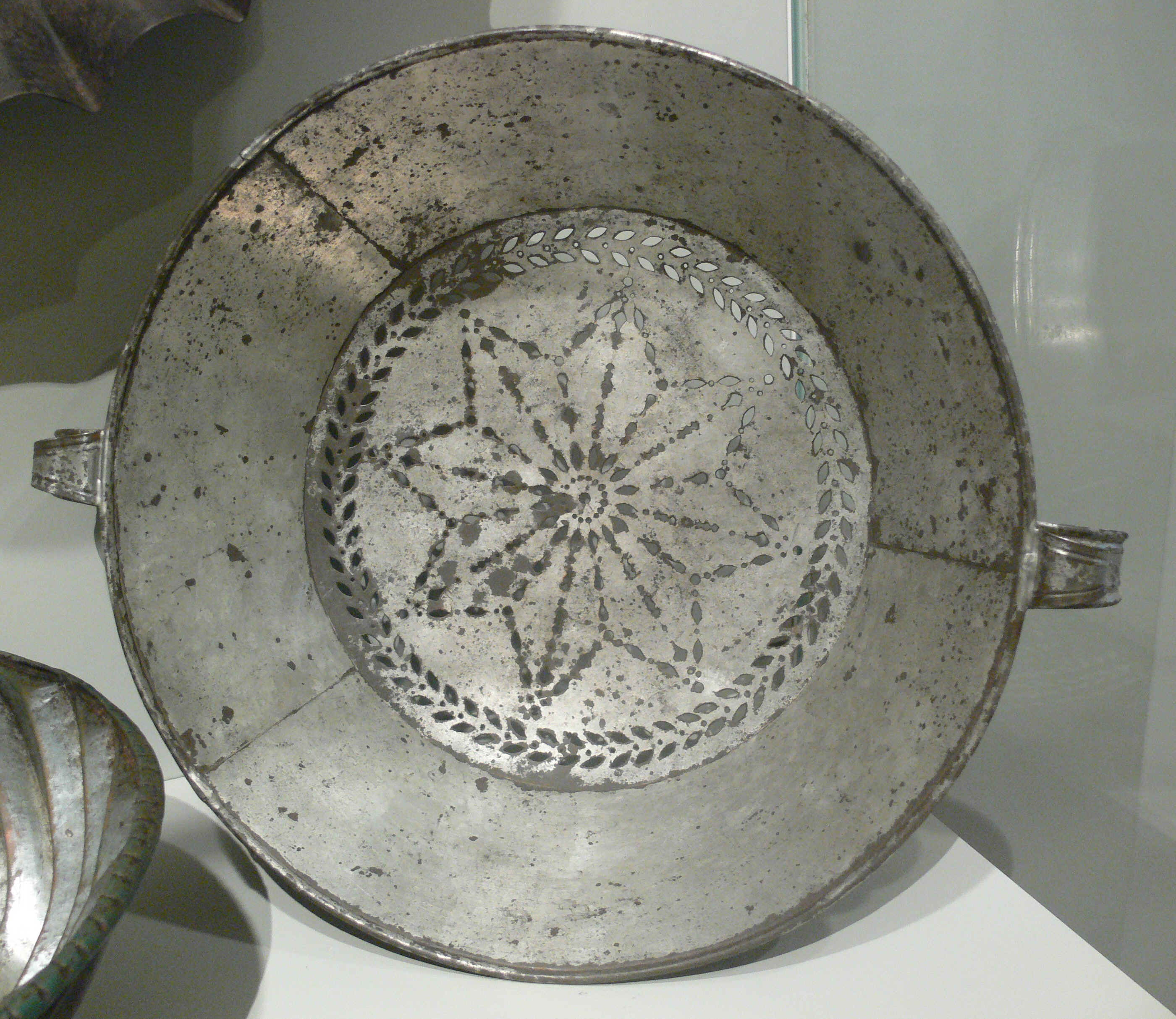
Criba de chapa negra estañada, Württemberg, /. Museo Estatal de Württemberg (Waldenbuch).

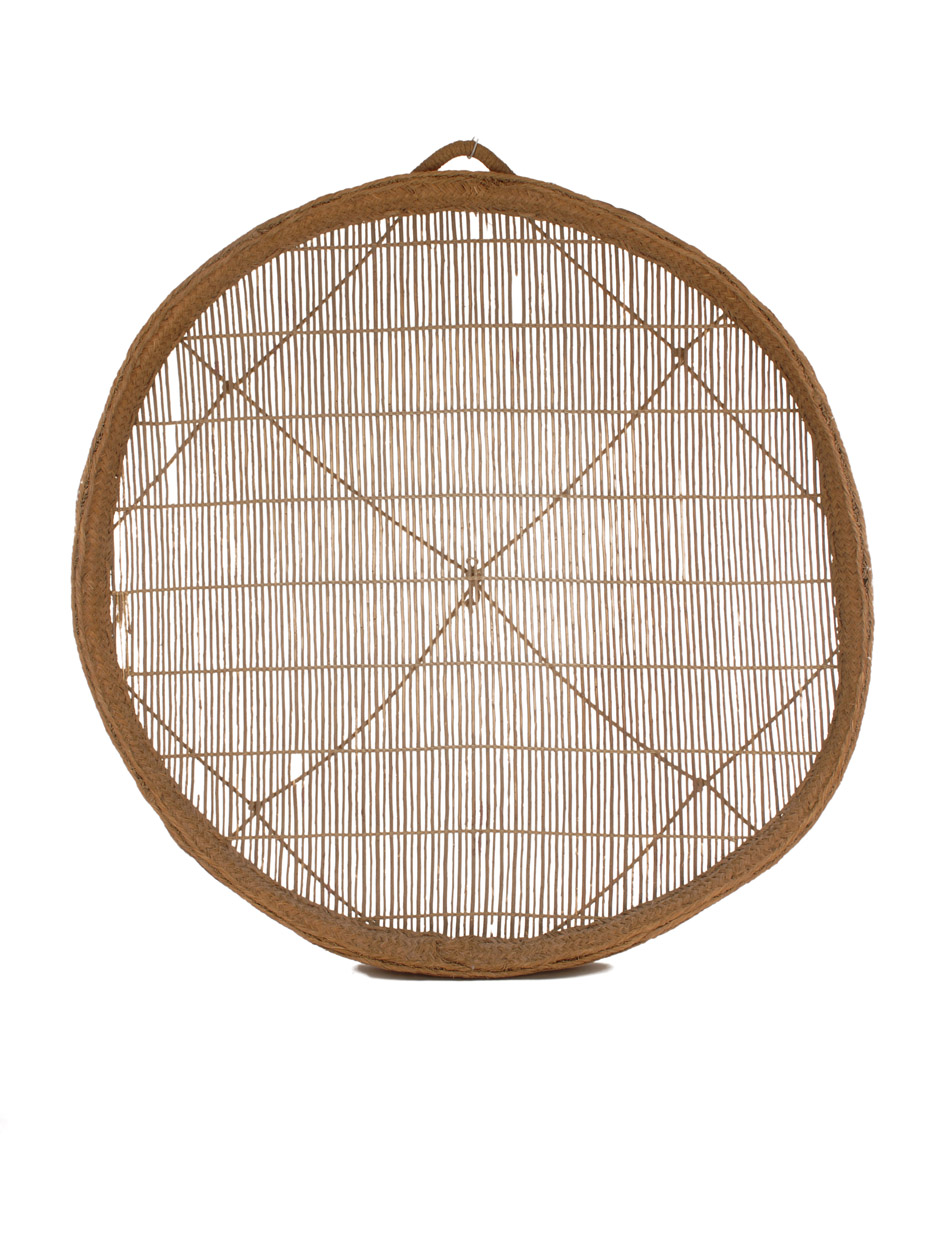
Criba para chufas usado en la huerta de Valencia. Museo Valenciano de Etnología.

La criba es un utensilio que se emplea para limpiar el grano (principalmente del trigo) de la paja, el polvo y otros sólidos no deseados con que se haya mezclado. A esta operación se la llama ahechar.
La criba sencilla, que también se denomina harnero, zaranda, cribo y juera, se compone de un aro ancho y delgado de madera y de un fondo diversamente agujereado y de diferentes materiales, según la operación y la especie de grano a que se destina.
El fondo de la criba es por lo común de cuero crudo, taladrado de agujeros proporcionados al objeto de la operación. Si sólo se quiere limpiar el trigo del polvo, los agujeros son largos y angostos; si se pretende separar el grano menudo del grueso, los agujeros son proporcionados para dejar pasar los primeros y detener los segundos. Las cribas con el fondo de espartos poco distantes entre sí, llamadas más comúnmente jueras, sólo se emplean para separar el polvo y las semillas menudas del trigo.
Había en España ahechadores de profesión, los cuales tenían sus harneros o cribas agujereados de muchas maneras según las semillas que tenían que ahechar y el objeto de la operación. Cogían con la criba una cantidad de grano y, apoyándosela en la cintura, se movían a un lado y otro, y concluían dando a la criba un movimiento circular e inclinado hacia adelante y apartándola de repente. Este movimiento hace que junto al borde delantero de la criba se reúnan las inmundicias más ligeras que el trigo y, al apartarla bruscamente levantando y bajando un poco la criba, las materias más ligeras caían en el suelo y el grano bueno se iba en la criba. Esta operación, difícil de explicar con bastante claridad, sólo se dominaba con la práctica. Los menos diestros se contentaban con reunir las ahechaduras en el centro de la criba por el movimiento circular y quitar con la mano el remolino de paja y semillas que se forma y que suelen llamar repelón.

## Las cribas de cilindro
Las cribas de cilindro está compuestas de hojas de lata, agujereadas como rallos, y de alambres de hierro puestos circularmente unos junto a otros y a una distancia muy próxima para que no pase el grano sino únicamente la basura que está mezclada con él.
Si el cilindro es una criba, no hay necesidad de divisiones pues, con el movimiento, el grano se frota con fuerza cada vez que alternativamente toca en la plancha agujereada en forma de rallo: el polvo y los malos granos se escapan por las rejillas de alambre, y el grano bueno sale limpio y brillante. Esta criba es excelente, sobre todo para limpiar los granos con carbón o tizón y los que están picados. Las mejores cribas de este género son las que tienen mayor diámetro y así se les puede dar hasta tres pies.

## Las cribas de viento

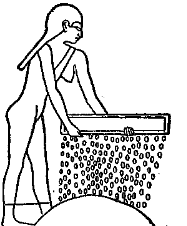
Uso de la criba en la Agricultura en el Antiguo Egipto.

El grano se echa como en las otras cribas en una tontería y sale por una abertura que se agranda o se achica abriendo más o menos una puerta corredera al girar un pequeño cilindro colocado encima, alrededor del cual hay una cuerda pequeña que corresponde a la Casa
Al salir de la tolva, el trigo se distribuye por una criba que tiene unas mallas de alambre amarillo muy anchas para que el trigo bueno pueda pasar por ellas. Los granos abortados y la mayor parte de los de carbón van con el trigo bueno, y el aire (del que hablaremos luego) los saca.
Esta criba se pone en un cajón ligero de madera con los dos lados y el fondo hechos de unas tablas delgadas. Se dispone de manera que la criba esté un poco inclinada por delante. Como esta circunstancia hace que el trigo corra con más o menos ligereza, se puede arreglar convenientemente la inclinación de la criba por medio de una clavija cilíndrica que da vueltas, la cual tiene en un extremo una ruedecilla dentada sujeta por una lengüeta. Cuando esta clavija da vueltas, se acorta o se alarga una cuerda que levanta o baja el extremo anterior de la criba.

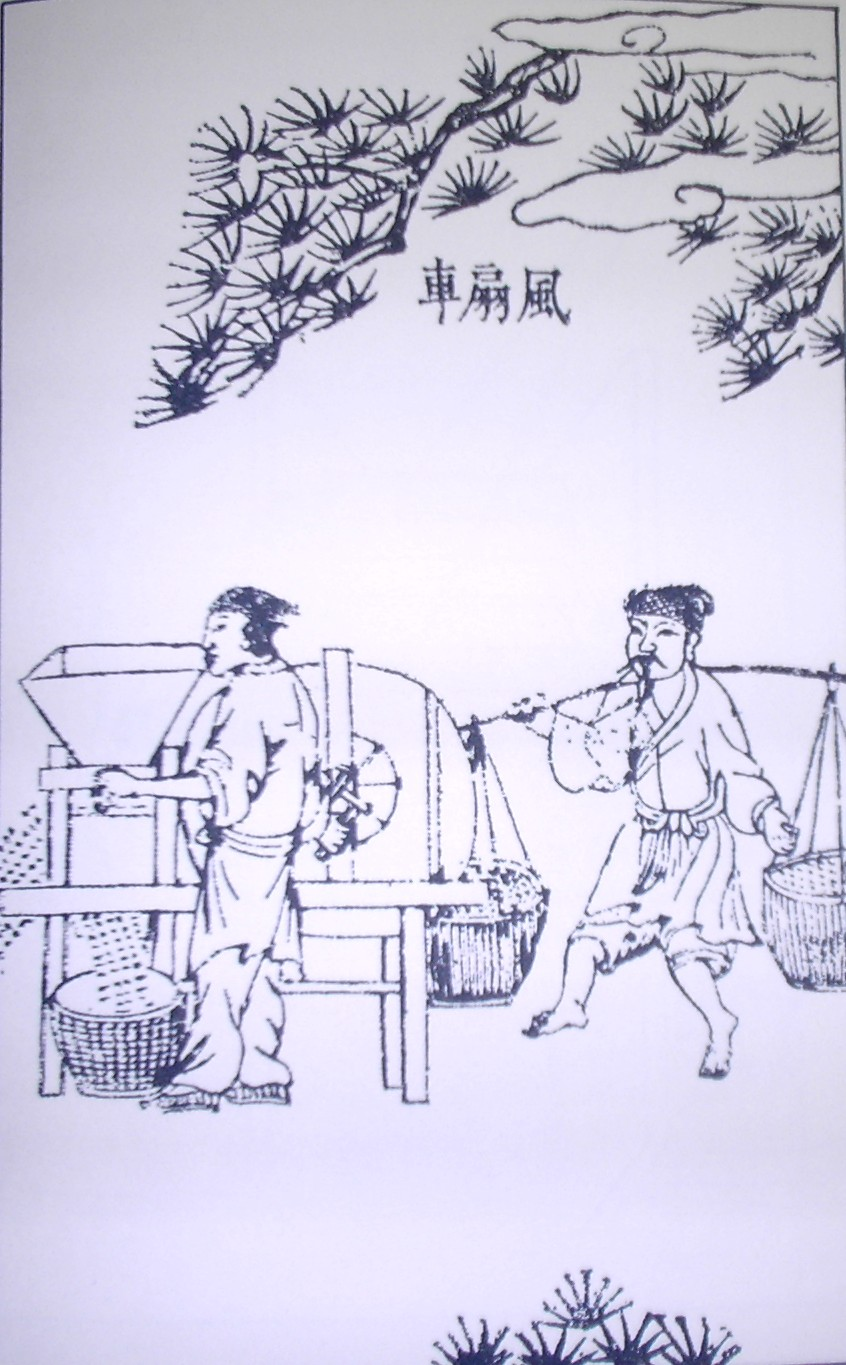
Máquina de cribado en una ilustración china del de una máquina aventadora giratoria accionada por manivela que separa las cáscaras del grano. Imagen publicada en 1637 en la enciclopedia Tiangong Kaiwu escrita por el erudito de la dinastía Ming Song Yingxing (1587-1666). – Página 85 de la traducción de E-tu Zen Sun y Shiou-chuan Sun (Pennsylvania State University Press, 1966).

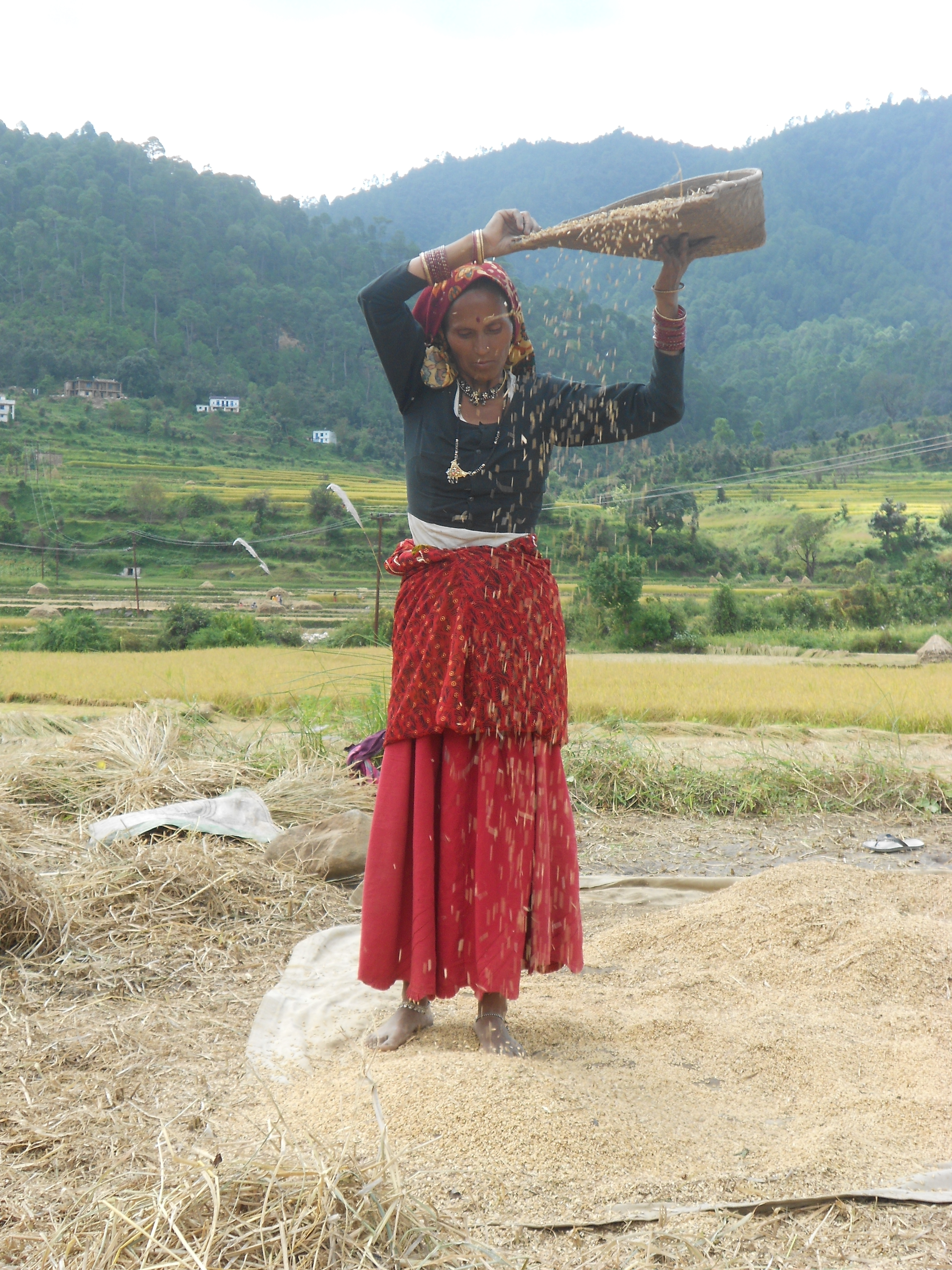
Cribado del arroz en Uttarakhand, India, 2011.

### Uso de la criba
A pesar de esta pendiente, no correría el trigo si no se diese a la criba un movimiento de una parte a otra, cuyo efecto lo produce el siguiente mecanismo. En el extremo del eje, opuesto al extremo donde está la cigüeña, hay una rueda que tiene muescas sobre el frente vertical del lado del cajón. Una vara o una palanca larga, un poco encorvada, corresponde a estas muescas por la punta. Esta palanca está sujeta al cajón por la parte superior del ángulo muy obtuso o poco sensible que forman sus dos brazos. En la extremidad de la palanca, opuesta a la rueda con muescas, está atada una cuerda que, atravesando por el cajón, va a dar a la criba. Del otro lado del cajón hay otra vara que hace resorte y corresponde a la criba por otra cuerda que también atraviesa el cajón. Como es lógico, cuando se mueve el eje, las muescas de la ruedecilla dan un movimiento de oscilación a la punta de la palanca con la que corresponde, y este movimiento se comunica a la otra punta y, por medio de la cuerda, a la criba, lo cual causa el movimiento que se desea.

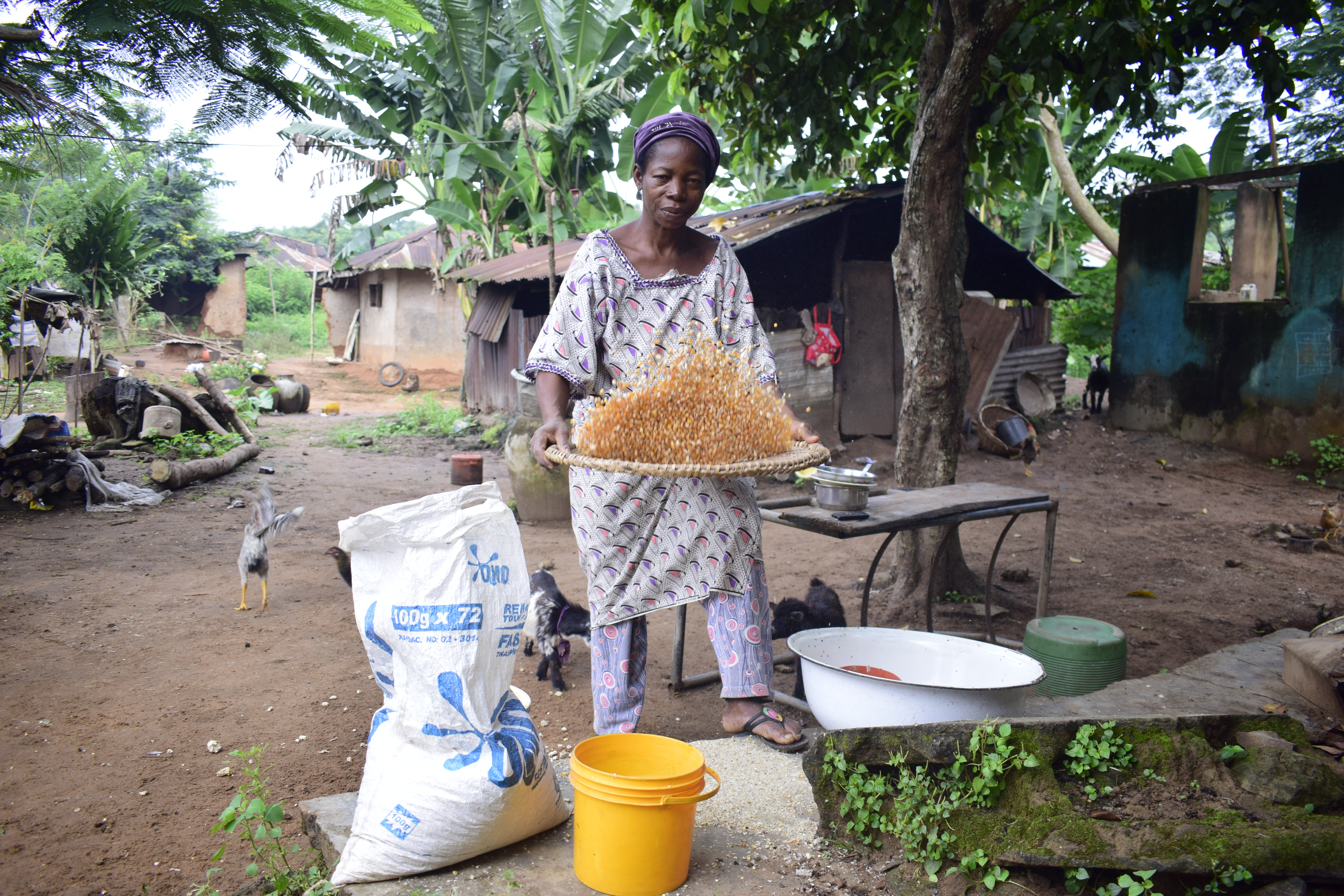
Uso de la criba en un pueblo de Nigeria

Este movimiento hace pasar el grano poco a poco a la criba, que se halla un poco inclinada, y lo que no puede pasar por entre sus mallas o agujeros cae por la extremidad en forma de un caño de agua sobre un plano inclinado que lo echa fuera, enfrente de la parte anterior de la criba. El que ha pasado por la criba superior cae en forma de lluvia sobre un plano inclinado unos cuarenta y cinco grados, en el cual encuentra un alambrado o rejilla de alambre semejante al anterior, pero con mallas o agujeros un poco más estrechos para que el grano menudo caiga debajo del cajón mientras que el grueso se va hacia la parte posterior de la criba.
Sobre uno de los lados del cajón se advierte una cigüeña que hace mover una rueda dentada, la cual engarganta en una linterna clavada sobre el eje, que hace mover la ruedecilla con muescas de que se ha hablado.
Este eje grande (que, por medio de la linterna, se mueve con mucha ligereza), tiene ocho alas hechas de tablillas delgadas, las cuales, dando una fuerza centrífuga al aire que baten, producen un viento considerable que arroja muy lejos todo el polvo, la paja y los cuerpos ligeros que se hallan en el grano, sea que hayan pasado por la criba o que los terrones e inmundicias caigan por la parte delantera de la criba.
Para formarse una idea exacta de este instrumento es necesario figurarse un hombre volteando la cigüeña, la cual hace dar vueltas a una rueda dentada. Esta rueda, engargantada en la linterna colocada encima, da un movimiento de rotación muy vivo al eje grande que hace dar vueltas a las alas ubicadas dentro del cajón y a la ruedecilla muescada que se halla en la otra parte del mismo cajón. Esta ruedecilla imprime un movimiento trémulo a la palanca que hace mover la criba superior tanto cuanto se mueve la cigüeña.
Otro hombre echa trigo en la tolva. Este trigo cae poco a poco en la criba superior que, al tener un poco de pendiente por delante y hallarse en una especie de temblor continuo, cierne el trigo, pasándolo poco a poco en forma de lluvia. En esta caída lo sorprende un viento muy fuerte ocasionado por las alas clavadas en el eje grande, y el grano cae sobre un plano inferior donde se halla otra criba (la criba inferior) que separa el grano grueso del menudo.
Como las piezas que componen esta criba no exigen una proporción exacta, la escala basta para indicar con corta diferencia cuál debe ser su tamaño, pero es necesario advertir que el eje grande debe ser de hierro al igual que los cilindros o husos de la linterna de cobre, sin lo cual estas piezas durarían muy poco. También conviene que la criba inferior sea más grande a fin de que pueda tener más divisiones con agujeros de diferentes tamaños para separar los diferentes granos y las diferentes semillas.
Esta criba de viento es excelente para quitar al grano bueno el polvo, la paja, las semillas menudas, los granos de tizón; en una palabra, todo lo que es más ligero o más grueso que el trigo bueno. También separa todos los terrones formados por las polillas, los excrementos de los ratones o de los gatos, etc.
Para que produzca el mejor efecto posible es necesario que el granero tenga ventanas o lumbreras en los dos lados opuestos. De ese modo, colocando el extremo de la criba enfrente de la ventana opuesta al viento, el que entra en el granero se une al que hacen las alas de la criba y arroja a mucha distancia todas las inmundicias.
Su utilidad no está limitada a este solo punto. Es también apreciable para separar el grano bueno de todas sus inmundicias a medida que se acaba de sacar de la espiga, sin necesidad de traerlo y llevarlo repetidas veces de la era al granero y del granero a la era.

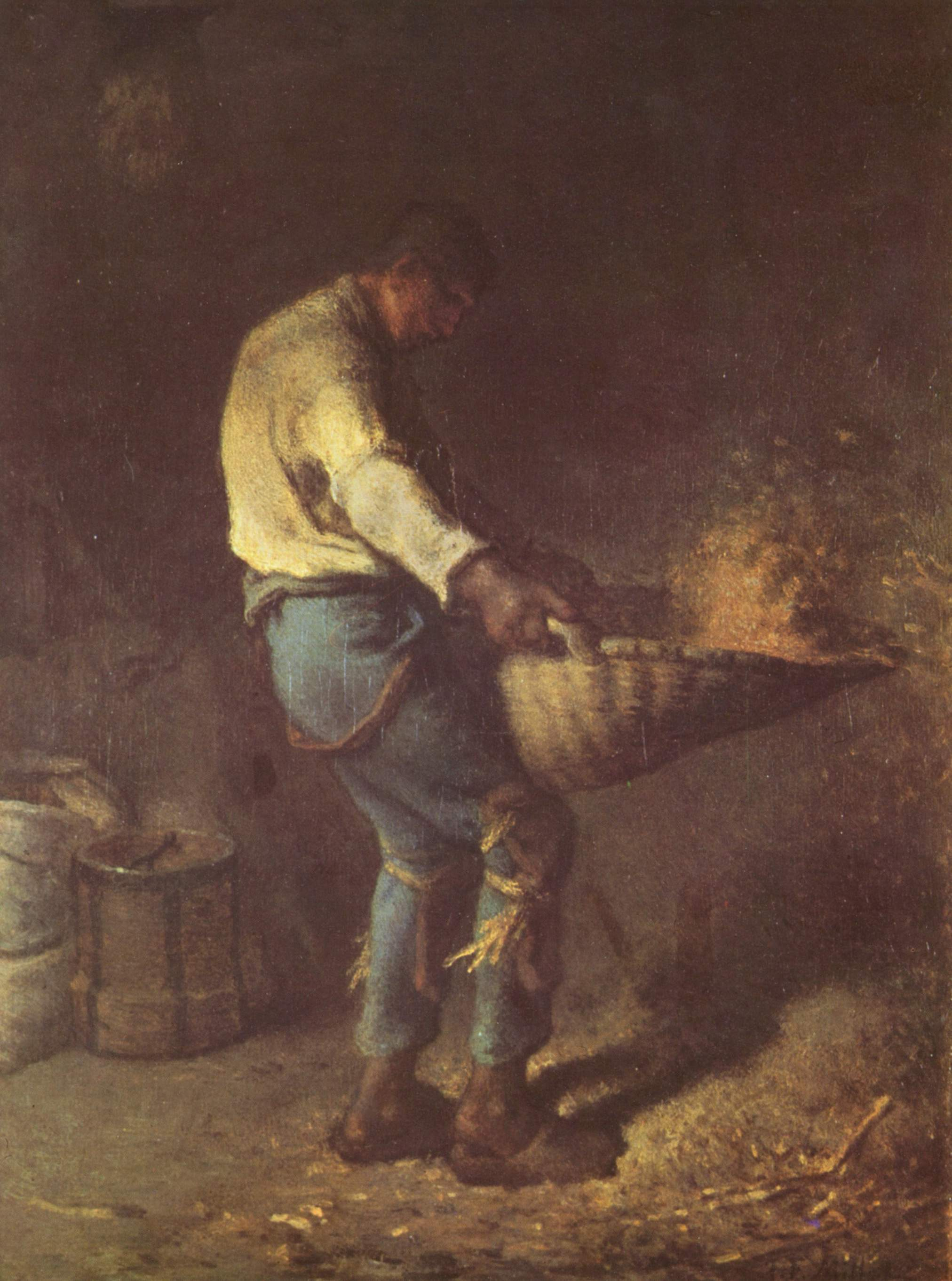
"El aventador" (Le vanneur), pintura de Jean-François Millet. Museo de Orsay.. Una representación del del aventado con abanico.

## Técnicas modernas de cribado
Las técnicas modernas de cribado en el procesamiento de granos han evolucionado significativamente, incorporando tecnologías avanzadas para mejorar la eficiencia, precisión y calidad del producto. Estos métodos avanzados permiten una mejor separación, productos de mayor calidad y reducción de costos operativos. Cada técnica ofrece ventajas específicas, por lo que es crucial seleccionar el método adecuado en función del tipo de grano, el producto final deseado y la escala de procesamiento.

### Tamices rotatorios
Los tamices rotatorios utilizan un tambor rotativo con una pantalla o malla perforada. El grano se alimenta en el tambor y, a medida que gira, los granos pasan a través de la malla mientras que las partículas más grandes e impurezas se separan.
Sus ventajas son que permiten una operación continua, siendo adecuados para operaciones a gran escala con alto rendimiento; además pueden manejar eficazmente partículas de tamaños variados. Se utiliza para limpiar y clasificar granos, especialmente en plantas de procesamiento grandes.

### Tamices vibratorios
Los tamices vibratorios utilizan vibración para agitar la pantalla, causando que los granos se muevan y se separen según el tamaño. La vibración se puede ajustar para optimizar la separación según el tamaño y la forma de las partículas.
Sus ventajas son su elevada eficiencia, siendo sumamente efectivos para separar partículas finas y reducir la contaminación; además son ajustables lo que permite afinar la frecuencia y amplitud de la vibración para manejar diferentes materiales. Son ampliamente utilizados en el procesamiento de granos tanto a pequeña escala como industrial para limpieza, clasificación y selección.

### Clasificadores de aire
Los clasificadores de aire utilizan el flujo de aire para separar partículas de acuerdo a su tamaño, forma y densidad. Los granos se introducen en una cámara donde las corrientes de aire mueven las partículas a través de una serie de etapas para clasificarlas.
Sus ventajas son que no existe contacto mecánico entre el grano y partes móviles lo cual reduce el desgaste del equipo; los equipos poseen una elevada precisión ya que son capaces de separar partículas con diferencias de tamaño muy finas. A menudo utilizados para la clasificación fina y la separación del polvo de los granos.

### Separadores electrostáticos
Los separadores electrostáticos utilizan cargas electrostáticas para separar partículas basadas en su conductividad eléctrica. Los granos se exponen a un campo eléctrico que atrae partículas con diferentes propiedades de carga.
Entre sus ventajas destacan que permite llevar a cabo una separación selectiva al permitir separar partículas que de otro modo serían difíciles de distinguir; al no ser mecánico minimiza el daño físico a los granos. Son utilizados para eliminar contaminantes y clasificar tipos específicos de granos o semillas.

### Separadores por gravedad
Los separadores por gravedad utilizan diferencias en la gravedad específica y la densidad de las partículas para separar los granos. Los granos se alimentan en una mesa inclinada y vibrante donde las partículas más ligeras son elevadas mientras que las partículas más pesadas se desplazan hacia el extremo inferior.
Son eficaces para asegurar la pureza y calidad de las semillas al eliminar materiales más ligeros y menos densos. Son muy versátiles ya que pueden manejar una variedad de tipos y tamaños de granos. Comúnmente son utilizados en el procesamiento de semillas y limpieza de granos.

### Clasificadores Ópticos
Los clasificadores ópticos utilizan cámaras, sensores y análisis de imágenes sofisticados para identificar y separar granos según su color, tamaño y forma.
Entre sus ventajas destaca su alta precisión, pudiendo detectar y clasificar según diferencias muy finas en la apariencia; además son capaces de procesar grandes volúmenes rápidamente. Son ideales para granos y semillas de alto valor donde la pureza y calidad son críticas.

### Tamizado Ultrasónico
El tamizado ultrasónico incorpora ondas ultrasónicas de alta frecuencia para prevenir el cegamiento de la malla de tamiz y mejorar el proceso de separación.
Sus ventajas son que previene el cegamiento de la malla: reduce el atascamiento y asegura un rendimiento consistente; además mejora la eficiencia al aumentar la precisión de la separación de partículas. Es utilizado para tamizado fino y ultrafino en diversas aplicaciones de procesamiento de granos y farmacéuticas.

## En la cultura griega
El remo de aventar (λίκνον [líknon], que también significa «cuna») figuraba en los ritos acordados a Dioniso y en los Misterios de Eleusis: «era un simple utensilio agrícola asumido y mitificado por la religión de Dioniso», señaló Jane Ellen Harrison. Dioniso Liknites («Dioniso del abanico aventador») era despertado por las mujeres dionisíacas, en este caso llamadas Thyiades, en una cueva del Parnaso en lo alto de Delfos; el abanico aventador vincula al dios relacionado con los religión de los misterios al ciclo agrícola, pero también los bebés griegos mortales eran depositados en un abanico aventador.  En el Himno a Zeus de Calímaco, Adrasteia acuesta al niño Zeus en un líknon de oro, su cabra lo amamanta y se le da miel. En la Odisea, el oráculo muerto Tiresias dice a Odiseo que se aleje de Ítaca con un remo hasta que un caminante le diga que es un abanico aventador (es decir, hasta que Odiseo se haya alejado tanto del mar que la gente no reconozca los remos), y que allí construya un santuario a Poseidón.

## China

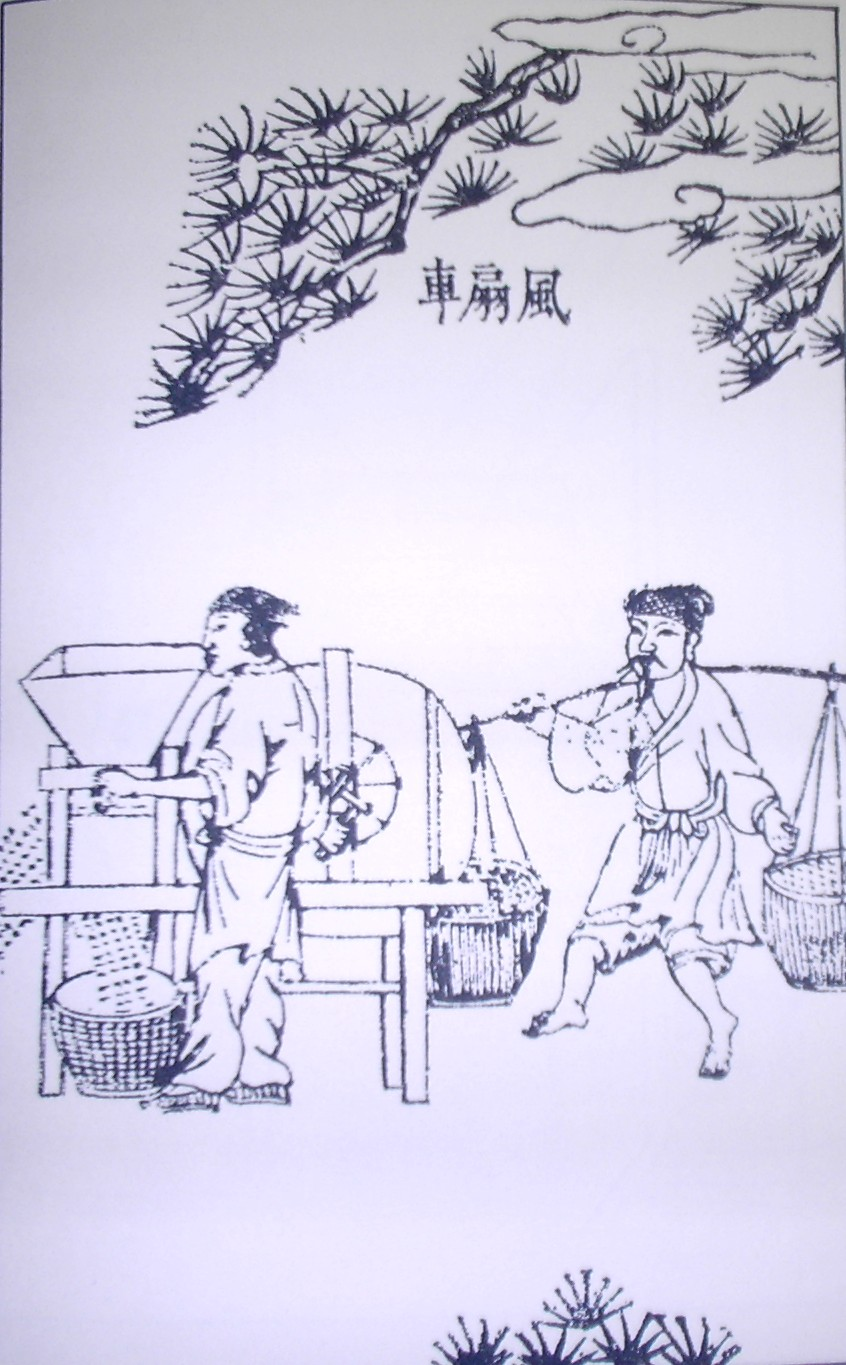
El ventilador rotatorio chino, de la enciclopedia Tiangong Kaiwu (1637)

En la antigua China, el método se mejoró mediante la mecanización con el desarrollo del ventilador rotativo de aventar, que utilizaba un ventilador con manivela para producir la corriente de aire. Esto apareció en el libro de Wang Zhen la  Nong Shu de 1313 d. C.

## En Europa
En asentamientos sajones como uno identificado en Northumberland como Ad Gefrin de Bede  (ahora llamado Yeavering) se demostró mediante la reconstrucción de un excavador que los edificios tenían entradas opuestas. En los graneros se utilizaba para el aventado una corriente de aire creada por el uso de estas entradas opuestas.
La técnica desarrollada por los chinos no se adoptó en Europa hasta el siglo XVIII, cuando las máquinas de aventar utilizaban un «ventilador de vela». El abanico giratorio de aventar se exportó a Europa, llevado allí por marineros holandeses entre 1700 y 1720. Al parecer, los habían obtenido del asentamiento holandés de Batavia en Java, en las Indias Orientales Holandesas. Los suecos importaron algunos del sur de China más o menos en la misma época y los jesuitas habían llevado varios a Francia desde China hacia 1720. Hasta principios del siglo XVIII, no existían abanicos de aventar giratorios en Occidente.